# زارتمان (خواننده)

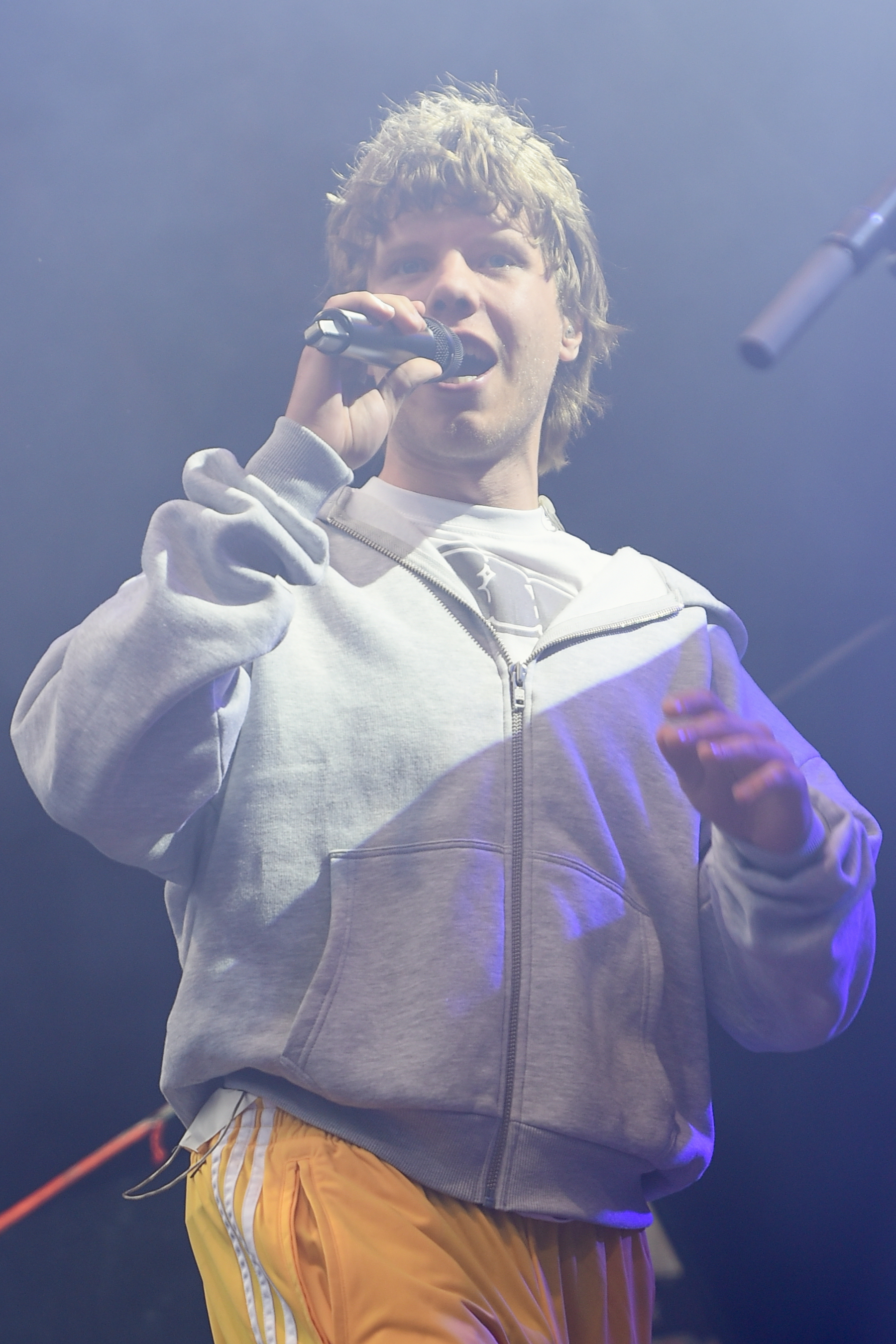
زارتمن (۲۰۲۴)

زارتمان (زاده در برلین) خواننده پاپ و رپر آلمانی است. ترانه یخم آب میشه (به آلمانی: Tau mich auf) از وی در سال ۲۰۲۵ در چارت آلمان به رتبه یک رسید.

## سبک موسیقی
از نظر موسیقی، زارتمن پاپ را با رپ ترکیب می‌کند. آهنگ‌های او بیشتر احساسی و غمگین هستند.